# RR-321
A  RR-321, popularmente conhecida por Estrada do Bom Intento, é uma rodovia brasileira do estado de Roraima. Essa estrada intercepta a BR-174.
Está localizada na região Nordeste do estado, atendendo à área rural do município de Boa Vista, numa extensão de 58 quilômetros. 